# Dulova Ves
Dulova Ves (hongrois : Sósgyülvész) est un village de Slovaquie situé dans la région de Prešov.

## Histoire
Première mention écrite du village en 1417.

## Démographie

### Évolution de la population
| Année:               | 1994. | 2004.    | 2014.    | 2024.     |
| -------------------- | ----- | -------- | -------- | --------- |
| Nombre de personnes: | 532   | 612      | 870      | 1870      |
| Différence:          |       | +15,03 % | +42,15 % | +114,94 % |

| Année:               | 2023. | 2024.   |
| -------------------- | ----- | ------- |
| Nombre de personnes: | 1833  | 1870    |
| Différence:          |       | +2,01 % |